# Biebrza
A Biebrza (litvánul: Bebras, belaruszul: Бебжа, németül: Bober) folyó Lengyelország északkeleti részén, Wizna közelében torkollik a Narewbe. Hossza 164 kilométer, 7092 km²-es vízgyűjtő területéből 7067 km² Lengyelországhoz, 25 km² pedig Fehéroroszországhoz tartozik. A folyó menti terület a Biebrza Nemzeti Parkhoz tartozik, emellett rámszari terület.

## Földrajza
A folyó Nowy Dwór falutól egy kilométerre délre, a fehérorosz határtól alig 5 kilométerre ered. A történelem során hosszú ideig Livónia és Litvánia határát alkotta. Białystoktól északnyugatra az erősen meanderező folyó áthalad a Biebrza-mocsarakon, amelyek 1290 km²-es területtel Európa egyik legnagyobb vizes élőhelyét alkotják. A forrástól számított 84,2 km-es mederszelvénynél ágazik ki belőle az Augustówi-csatorna, a régió egyik legjelentősebb vízi útja. A Biebrza Wierciszewo falu határában torkollik a Narewba.

## Természet
A Biebrza-völgy vidéke nagyrészt természetes táj, gazdag növény- és állatvilággal. Több mint 70 növénytársulás és több mint 950 növényfaj fordul itt elő, emellett 273 madárfajt számláltak össze, sokuk számára ez Közép-Európában a fő szaporodási területük. Különösen figyelemre méltóak a nagy sárszalonka, a pajzsos cankó, a fehérszárnyú szerkő,csíkosfejű nádiposzáta, fekete sas, békászó sas és törpesas populációi. A terület 1993 óta a Biebrza Nemzeti Park, Lengyelország legnagyobb nemzeti parkjának oltalma alatt áll. A különlegesen gazdag élővilág népszerű turistacélpont, amely vízen és kiépített ösvényeken is felkereshető.

## Fordítás
- Ez a szócikk részben vagy egészben  a   Biebrza című német Wikipédia-szócikk ezen változatának fordításán alapul.  Az eredeti cikk szerkesztőit annak laptörténete sorolja fel. Ez a jelzés csupán a megfogalmazás eredetét és a szerzői jogokat jelzi, nem szolgál a cikkben szereplő információk forrásmegjelöléseként.